# ميلوس ميليسافليفيتش
ميلوس ميليسافليفيتش (بالصربية: Милош Милисављевић)‏ هو لاعب كرة قدم صربي في مركز الوسط، ولد في 26 أكتوبر 1992 في فاليفو في صربيا. لعب مع راد بيوغراد.

## وصلات خارجية
- ميلوس ميليسافليفيتش على موقع قاعدة بيانات كرة القدم.إي يو (الإنجليزية)
- ميلوس ميليسافليفيتش على موقع Soccerbase.com (لاعب) (الإنجليزية)
- ميلوس ميليسافليفيتش على موقع Soccerway.com (الإنجليزية)
- ميلوس ميليسافليفيتش على موقع عالم كرة القدم.نت (الإنجليزية)